# Liste der Mitglieder des Executive Office of the President of the United States Joe Biden
Das Executive Office of the President of the United States (EOP) ist eine Behörde, die dem Präsidenten der Vereinigten Staaten zuarbeitet und ihn in seinen exekutiven Aufgaben unterstützt. Jeder neue Präsident ernennt die Mitglieder nach seiner Amtseinführung neu.

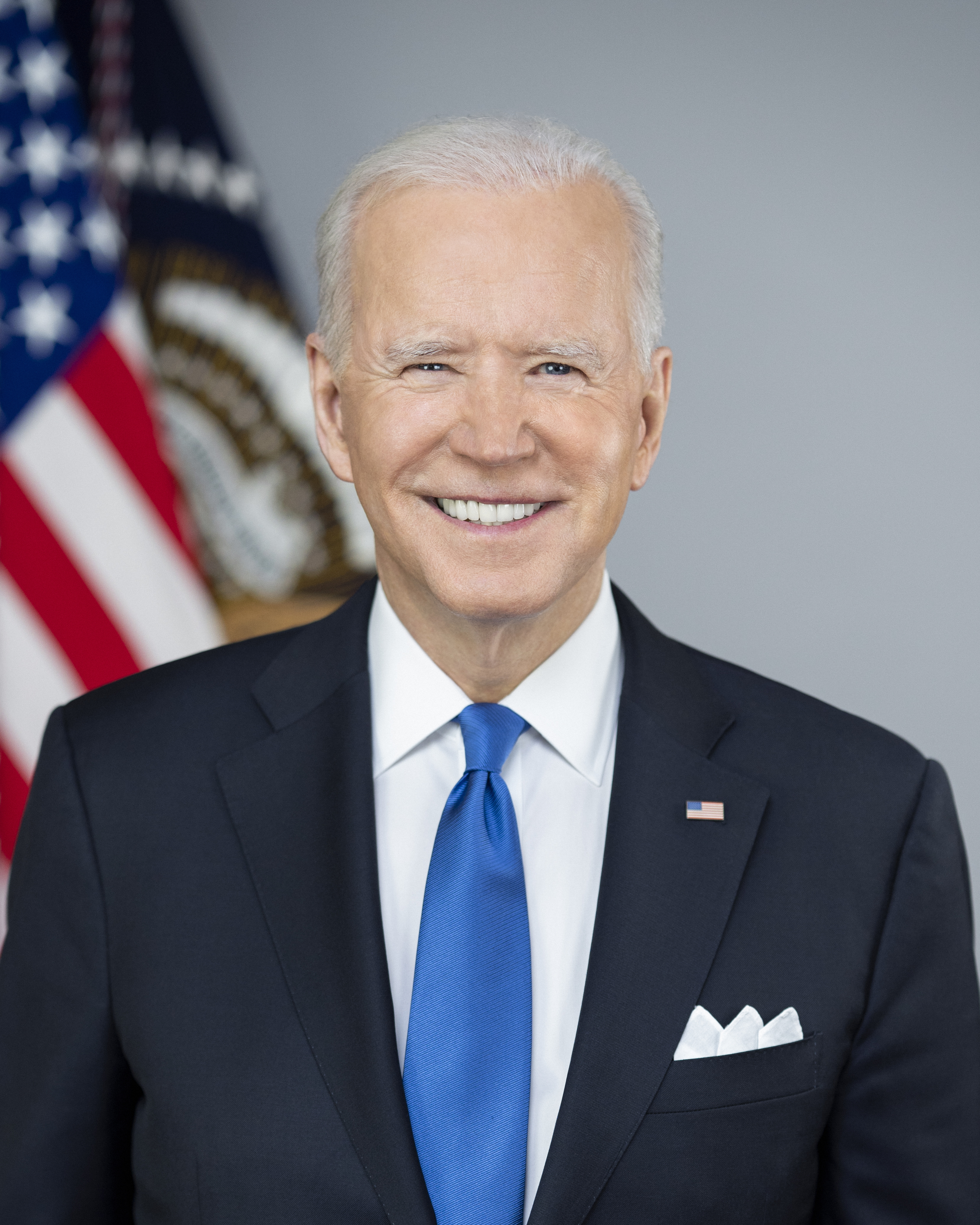
Offizielles Porträt – Joe Biden (2021)

Diese Liste zeigt die Mitglieder des EOP von Joe Biden, der seit dem 20. Januar 2021 als US-Präsident amtiert.

## Mitglieder
| Amt | Foto                                  | Name                                                                                             | Amtszeit                              |
| Büro des Stabschefs des Weißen Hauses | Büro des Stabschefs des Weißen Hauses | Büro des Stabschefs des Weißen Hauses                                                            | Büro des Stabschefs des Weißen Hauses |
| --- | ------------------------------------- | ------------------------------------------------------------------------------------------------ | ------------------------------------- |
| Stabschef des Weißen Hauses |                                       | Ron Klain                                                                                        | 20. Januar 2021 – 7. Februar 2023     |
| Stabschef des Weißen Hauses |                                       | Jeff Zients                                                                                      | seit 8. Februar 2023                  |
| Stellvertretende Stabschefs des Weißen Hauses                                                                                                   |                                       | Jen O’Malley Dillon                                                                              | seit 20. Januar 2021                  |
| Stellvertretende Stabschefs des Weißen Hauses                                                                                                   |                                       | Bruce Reed                                                                                       | seit 20. Januar 2021                  |
| Stellvertretende Stabschefs des Weißen Hauses                                                                                                   |                                       | Natalie Quillian                                                                                 | seit 8. Februar 2023                  |
| Leitende Beraterin des Stabschefs des Weißen Hauses                                                                                             |                                       | Elizabeth Wilkins                                                                                | 20. Januar 2021 – Februar 2022        |
| Leitende Beraterin des Stabschefs des Weißen Hauses                                                                                             |                                       | Reema Shah                                                                                       | April 2022 – Februar 2023             |
| Leitende Beraterin für Kommunikation des Stabschefs                                                                                             |                                       | Remi Yamamoto                                                                                    | 20. Januar 2021 – März 2023           |
| Leitende Beraterin für Kommunikation des Stabschefs                                                                                             |                                       | Saloni Sharma                                                                                    | seit März 2023                        |
| Berater des Präsidenten |                                       |                                                                                                  |                                       |
| Counselors to the President |                                       | Steve Ricchetti                                                                                  | seit 20. Januar 2021                  |
| Counselors to the President |                                       | Jeffrey Zients                                                                                   | 20. Januar 2021 – 4. April 2022       |
| Senior Advisor to the President of the United States                                                                                            |                                       | Anita Dunn                                                                                       | seit 20. Januar 2021                  |
| Senior Advisor to the President of the United States                                                                                            |                                       | Mike Donilon                                                                                     | seit 20. Januar 2021                  |
| Senior Advisor to the President of the United States                                                                                            |                                       | Cedric Richmond(als Direktor des Amtes für öffentliches Engagement)                              | 20. Januar 2021 – 18. Mai 2022        |
| Senior Advisor to the President of the United States                                                                                            |                                       | Gene Sperling                                                                                    | seit 15. März 2021                    |
| Senior Advisor to the President of the United States                                                                                            |                                       | Neera Tanden                                                                                     | 17. Mai 2021 – 26. Mai 2023           |
| Senior Advisor to the President of the United States                                                                                            |                                       | Mitch Landrieu (als Koordinator für Infrastruktur)                                               | seit 15. November 2021                |
| Senior Advisor to the President of the United States                                                                                            |                                       | Julie Chávez Rodriguez (als Direktorin des Amtes für innerstaatliche Verwaltungsangelegenheiten) | 15. Juni 2022 – 16. Mai 2023          |
| Senior Advisor to the President of the United States                                                                                            |                                       | Keisha Lance Bottoms (als Direktorin des Amtes für öffentliches Engagement)                      | 1. Juli 2022 – 31. März 2023          |
| Senior Advisor to the President of the United States                                                                                            |                                       | John Podesta (als Direktor des Büro für Innovation und Umsetzung sauberer Energie)               | seit 2. September 2022                |
| Senior Advisor to the President of the United States                                                                                            |                                       | Stephen K. Benjamin (als Direktor des Amtes für öffentliches Engagement)                         | seit 1. April 2023                    |
| Senior Advisor to the President of the United States                                                                                            |                                       | Tom Perez (als Direktor des Amtes für innerstaatliche Verwaltungsangelegenheiten)                | seit 12. Juni 2023                    |
| Büro für Kabinettsangelegenheiten |                                       |                                                                                                  |                                       |
| Kabinettsekretärin des Weißen Hauses |                                       | Evan Ryan                                                                                        | seit 20. Januar 2021                  |
| stellvertretender Kabinettsekretär des Weißen Hauses                                                                                            |                                       | Cristóbal Alex                                                                                   | 20. Januar 2021 – 13. Mai 2022        |
| stellvertretender Kabinettsekretär des Weißen Hauses                                                                                            |                                       | Nik Blosser                                                                                      | Mai 2022 – 15. Juli 2022              |
| stellvertretender Kabinettsekretär des Weißen Hauses                                                                                            |                                       | Daniel Koh                                                                                       | seit August 2022                      |
| Büro des Rechtsberaters des Weißen Hauses |                                       |                                                                                                  |                                       |
| Rechtsberater/in des Weißen Hauses |                                       | Dana Remus                                                                                       | 20. Januar 2021 – Juli 2022           |
| Rechtsberater/in des Weißen Hauses |                                       | Stuart F. Delery                                                                                 | seit Juli 2022                        |
| Stellvertretende Rechtsberater des Weißen Hauses                                                                                                |                                       | Danielle Conley                                                                                  | 20. Januar 2021 – Juni 2022           |
| Stellvertretende Rechtsberater des Weißen Hauses                                                                                                |                                       | Stuart F. Delery                                                                                 | 20. Januar 2021 – Juli 2022           |
| Stellvertretende Rechtsberater des Weißen Hauses                                                                                                |                                       | Jonathan Su                                                                                      | 20. Januar 2021 – Juni 2022           |
| Personalbüro des Weißen Hauses |                                       |                                                                                                  |                                       |
| Direktor/in des Büros für Personalangelegenheiten des Weißen Hauses                                                                             |                                       | Catherine M. Russell                                                                             | 20. Januar 2021 – 31. Januar 2022     |
| Direktor/in des Büros für Personalangelegenheiten des Weißen Hauses                                                                             |                                       | Gautam Raghavan                                                                                  | seit 31. Januar 2022                  |
| Stellvertretende/r Direktor/in des Büros für Personalangelegenheiten des Weißen Hauses                                                          |                                       | Gautam Raghavan                                                                                  | 20. Januar 2021 – 31. Januar 2022     |
| Stellvertretende/r Direktor/in des Büros für Personalangelegenheiten des Weißen Hauses                                                          |                                       | Katie Petrelius                                                                                  | seit 31. Januar 2022                  |
| Büro des Redenschreibers |                                       |                                                                                                  |                                       |
| Redenschreiber des Präsidenten |                                       | Vinay Reddy                                                                                      | seit 20. Januar 2021                  |
| Büro der First Lady |                                       |                                                                                                  |                                       |
| Stabschefin der First Lady |                                       | Julissa Reynoso                                                                                  | 20. Januar 2021 – 7. Januar 2022      |
| Stabschefin der First Lady |                                       | vakant                                                                                           | seit 7. Januar 2022                   |
| Sozialsekretär des Weißen Hauses |                                       | Carlos Elizondo                                                                                  | seit 20. Januar 2021                  |
| Office of National Drug Control Policy |                                       |                                                                                                  |                                       |
| Direktor/in des Office of National Drug Control Policy                                                                                          |                                       | Regina LaBelle (kommissarisch)                                                                   | 20. Januar 2021 – 5. November 2021    |
| Direktor/in des Office of National Drug Control Policy                                                                                          |                                       | Rahul Gupta                                                                                      | seit 5. November 2021                 |
| Oval Office |                                       |                                                                                                  |                                       |
| Direktorin des Oval Office |                                       | Annie Tomasini                                                                                   | seit 20. Januar 2021                  |
| stellvertretende Direktorin des Oval Office |                                       | Ashley Williams                                                                                  | seit 20. Januar 2021                  |
| Persönlicher Referent des Präsidenten |                                       | Stephen Goepfert                                                                                 | 20. Januar 2021 – August 2022         |
| Persönlicher Referent des Präsidenten |                                       | Jacob Spreyer                                                                                    | seit September 2022                   |
| Büro für Legislative und Gesetzgebungsangelegenheiten                                                                                           |                                       |                                                                                                  |                                       |
| Direktorin des Büro für Legislative und Gesetzgebungsangelegenheiten                                                                            |                                       | Louisa Terrell                                                                                   | seit 20. Januar 2021                  |
| Presse- und Kommunikationsbüro des Weißen Hauses                                                                                                |                                       |                                                                                                  |                                       |
| Kommunikationsdirektor/in des Weißen Hauses |                                       | Kate Bedingfield                                                                                 | 20. Januar 2021 – 1. März 2023        |
| Kommunikationsdirektor/in des Weißen Hauses |                                       | Ben LaBolt                                                                                       | seit 1. März 2023                     |
| Erste Stellvertretende Kommunikationsdirektorinnen des Weißen Hauses                                                                            |                                       | Kate Berner                                                                                      | seit 20. Januar 2021                  |
| Stellvertretende Kommunikationsdirektorinnen des Weißen Hauses                                                                                  |                                       | Pili Tobar                                                                                       | 20. Januar 2021 – Mai 2022            |
| Stellvertretende Kommunikationsdirektorinnen des Weißen Hauses                                                                                  |                                       | Herbie Ziskend                                                                                   | seit August 2022                      |
| Pressesprecherin des Weißen Hauses |                                       | Jen Psaki                                                                                        | 20. Januar 2021 – 13. Mai 2022        |
| Pressesprecherin des Weißen Hauses |                                       | Karine Jean-Pierre                                                                               | seit 13. Mai 2022                     |
| Erste Stellvertretende Pressesprecherin des Weißen Hauses                                                                                       |                                       | Karine Jean-Pierre                                                                               | 20. Januar 2021 – 13. Mai 2022        |
| Erste Stellvertretende Pressesprecherin des Weißen Hauses                                                                                       |                                       | Olivia Dalton                                                                                    | seit September 2022                   |
| National Economic Council |                                       |                                                                                                  |                                       |
| Direktor/in des National Economic Council |                                       | Brian Deese                                                                                      | 20. Januar 2021 – 21. Februar 2023    |
| Direktor/in des National Economic Council |                                       | Lael Brainard                                                                                    | seit 21. Februar 2023                 |
| Stellvertretende Direktoren des National Economic Council                                                                                       |                                       | Bharat Ramamurti                                                                                 | seit 20. Januar 2021                  |
| Stellvertretende Direktoren des National Economic Council                                                                                       |                                       | Sameera Fazili                                                                                   | 20. Januar 2021 – 2. Dezember 2022    |
| Stellvertretende Direktoren des National Economic Council                                                                                       |                                       | David Kamin                                                                                      | 20. Januar 2021 – 27. Mai 2022        |
| Stellvertretende Direktoren des National Economic Council                                                                                       |                                       | Aviva Aron-Dine                                                                                  | seit Mai 2022                         |
| Stellvertretende Direktoren des National Economic Council                                                                                       |                                       | Joelle Gamble                                                                                    | seit April 2023                       |
| Sonderassistent des Präsidenten |                                       | Tim Wu                                                                                           | seit 5. März 2021                     |
| United States Domestic Policy Council |                                       |                                                                                                  |                                       |
| Direktorin des United States Domestic Policy Council                                                                                            |                                       | Susan Rice                                                                                       | 20. Januar 2021 – 26. Mai 2023        |
| Direktorin des United States Domestic Policy Council                                                                                            |                                       | Neera Tanden                                                                                     | seit 26. Mai 2023                     |
| Büro für Management und Verwaltung |                                       |                                                                                                  |                                       |
| Direktor/in des Büro für Management und Verwaltung                                                                                              |                                       | Anne Filipic                                                                                     | 21. Januar 2021 – August 2022         |
| Direktor/in des Büro für Management und Verwaltung                                                                                              |                                       | Dave Noble                                                                                       | seit August 2022                      |
| Leitender Fotograf des Weißen Hauses |                                       | Adam Schultz                                                                                     | seit 21. Januar 2021                  |
| Direktor für Technologie |                                       | David Recordon                                                                                   | 21. Januar 2021 – September 2022      |
| Direktor für Technologie |                                       | Austin Lin                                                                                       | seit September 2022                   |
| Büro für Digitale Strategien |                                       |                                                                                                  |                                       |
| Direktor für Digitale Strategien |                                       | Rob Flaherty                                                                                     | seit 21. Januar 2021                  |
| United States National Security Council |                                       |                                                                                                  |                                       |
| Nationaler Sicherheitsberater |                                       | Jake Sullivan                                                                                    | seit 20. Januar 2021                  |
| Erster Stellvertretender Nationaler Sicherheitsberater                                                                                          |                                       | Jon Finer                                                                                        | seit 20. Januar 2021                  |
| Stellvertretende Nationale Sicherheitsberater                                                                                                   |                                       | Anne Neuberger (für Cyber und neue Technologien)                                                 | seit 20. Januar 2021                  |
| Stellvertretende Nationale Sicherheitsberater                                                                                                   |                                       | Daleep Singh (für Internationale Wirtschaft)                                                     | 1. Februar 2021 – 21. Juni 2022       |
| Stellvertretende Nationale Sicherheitsberater                                                                                                   |                                       | Mike Pyle (für Internationale Wirtschaft)                                                        | seit Mai 2022                         |
| Stellvertretende Nationale Sicherheitsberater                                                                                                   |                                       | Elizabeth Sherwood-Randall                                                                       | seit 20. Januar 2021                  |
| Beraterin für innere Sicherheit |                                       | Elizabeth Sherwood-Randall                                                                       | seit 20. Januar 2021                  |
| Stellvertretende Berater für innere Sicherheit                                                                                                  |                                       | Russell Travers                                                                                  | 20. Januar 2021 – 1. Oktober 2021     |
| Stellvertretende Berater für innere Sicherheit                                                                                                  |                                       | Joshua Geltzer                                                                                   | seit Juli 2021                        |
| Stellvertretende Berater für innere Sicherheit                                                                                                  |                                       | Caitlin Durkovich                                                                                | seit Oktober 2022                     |
| Exekutivsekretär des Nationalen Sicherheitsrates Stabschef des Nationalen Sicherheitsrates                                                      |                                       | Yohannes Abraham                                                                                 | 20. Januar 2021 – September 2022      |
| Exekutivsekretär des Nationalen Sicherheitsrates Stabschef des Nationalen Sicherheitsrates                                                      |                                       | Curtis Ried                                                                                      | seit September 2022                   |
| Koordinator des Nationalen Sicherheitsrates für den Indopazifik                                                                                 |                                       | Kurt M. Campbell                                                                                 | seit 20. Januar 2021                  |
| Koordinator des Nationalen Sicherheitsrates für den Nahen Osten und Nordafrika                                                                  |                                       | Brett H. McGurk                                                                                  | seit 20. Januar 2021                  |
| Rechtsberater des Nationalen Sicherheitsrates                                                                                                   |                                       | Jonathan Cederbum                                                                                | seit 20. Januar 2021                  |
| Stellvertretende Rechtsberaterin des Nationalen Sicherheitsrates                                                                                |                                       | Ashley Deeks                                                                                     | seit 20. Januar 2021                  |
| Koordinator für Strategische Kommunikation |                                       | John Kirby                                                                                       | seit 28. Mai 2022                     |
| Büro des Nationalen Cyber-Direktors |                                       |                                                                                                  |                                       |
| Nationaler Cyber-Direktor |                                       | John C. Inglis                                                                                   | 11. Juli 2021 – 15. Februar 2023      |
| Nationaler Cyber-Direktor |                                       | vakant                                                                                           | seit 15. Februar 2023                 |
| Medical Council |                                       |                                                                                                  |                                       |
| Chief Medical Advisor to the President |                                       | Anthony Fauci                                                                                    | 20. Januar 2021 – 31. Dezember 2022   |
| Chief Medical Advisor to the President |                                       | vakant                                                                                           | seit 31. Dezember 2022                |
| Surgeon General of the United States |                                       | Vivek Murthy                                                                                     | seit 23. März 2021                    |
| Coronavirus-Koordinator |                                       | Jeffrey Zients                                                                                   | 20. Januar 2021 – 5. April 2022       |
| Coronavirus-Koordinator |                                       | Ashish Jha                                                                                       | seit 5. April 2022                    |
| stellvertretende Coronavirus-Koordinatorin |                                       | Natalie Quillian                                                                                 | 20. Januar 2021 – 5. April 2022       |
| stellvertretende Coronavirus-Koordinatorin |                                       | Lisa Barclay                                                                                     | seit April 2022                       |
| Covid-19-Impfkoordinator |                                       | Bechara Choucair                                                                                 | seit 20. Januar 2021                  |
| Sonderberater des Coronavirus-Koordinator |                                       | Andy Slavitt                                                                                     | 20. Januar 2021 – 8. Juni 2021        |
| Vorsitzende der Covid-19-Task-Force |                                       | Marcella Nunez-Smith                                                                             | seit 20. Januar 2021                  |
| Wissenschaftlicher Chefberater der Covid-19-Task-Force                                                                                          |                                       | David A. Kessler                                                                                 | seit 20. Januar 2021                  |
| Office of Domestic Climate Policy |                                       |                                                                                                  |                                       |
| Nationale/r Klimaberater/in des Weißen Hauses                                                                                                   |                                       | Gina McCarthy                                                                                    | 20. Januar 2021 – 16. September 2022  |
| Nationale/r Klimaberater/in des Weißen Hauses                                                                                                   |                                       | Ali Zaidi                                                                                        | seit 16. September 2022               |
| Stellvertretender Nationaler Klimaberater des Weißen Hauses                                                                                     |                                       | Ali Zaidi                                                                                        | 20. Januar 2021 – 16. September 2022  |
| Sondergesandter des US-Präsidenten für das Klima                                                                                                |                                       | John Kerry                                                                                       | seit 20. Januar 2021                  |
| Council of Advisors on Science and Technology                                                                                                   |                                       |                                                                                                  |                                       |
| Co-Vorsitzende des Beirates des Präsidenten für Wissenschaft und Technologie                                                                    |                                       | Frances H. Arnold                                                                                | seit 20. Januar 2021                  |
| Co-Vorsitzende des Beirates des Präsidenten für Wissenschaft und Technologie                                                                    |                                       | Maria T. Zuber                                                                                   | seit 20. Januar 2021                  |
| Co-Vorsitzende des Beirates des Präsidenten für Wissenschaft und Technologie                                                                    |                                       | Arati Prabhakar                                                                                  | seit 3. Oktober 2022                  |
| Co-Vorsitzende des Beirates des Präsidenten für Wissenschaft und Technologie                                                                    |                                       | Francis Collins                                                                                  | 18. Februar 2022 – 3. Oktober 2022    |
| Co-Vorsitzende des Beirates des Präsidenten für Wissenschaft und Technologie                                                                    |                                       | Eric Lander                                                                                      | 22. September 2021 – 18. Februar 2022 |
| Council on Environmental Quality |                                       |                                                                                                  |                                       |
| Vorsitzende des Council on Environmental Quality                                                                                                |                                       | Brenda Mallory                                                                                   | seit 16. April 2021                   |
| Stellvertretende Vorsitzende des Council on Environmental Quality                                                                               |                                       | Cecilia Martinez                                                                                 | 20. Januar 2021 – Januar 2022         |
| Stellvertretende Vorsitzende des Council on Environmental Quality                                                                               |                                       | Jalonne White-Newsome                                                                            | seit Mai 2022                         |
| White House Gender Policy Council |                                       |                                                                                                  |                                       |
| Co-Vorsitzende des Rates für Gleichstellungs- und Geschlechterpolitik                                                                           |                                       | Julissa Reynoso                                                                                  | 20. Januar 2021 – 7. Januar 2022      |
| Co-Vorsitzende des Rates für Gleichstellungs- und Geschlechterpolitik Exekutivdirektorin des Rates für Gleichstellungs- und Geschlechterpolitik |                                       | Jennifer Klein                                                                                   | seit 20. Januar 2021                  |
| Office of Science and Technology Policy |                                       |                                                                                                  |                                       |
| Direktor/in des Office of Science and Technology Policy                                                                                         |                                       | Eric Lander                                                                                      | 2. Juni 2021 – 18. Februar 2022       |
| Direktor/in des Office of Science and Technology Policy                                                                                         |                                       | Arati Prabhakar                                                                                  | seit 3. Oktober 2022                  |
| Erster Stellvertretender Direktor des Office of Science and Technology Policy                                                                   |                                       | Kei Koizumi                                                                                      | seit Oktober 2021                     |
| Stellvertretende Direktorin des Office of Science and Technology Policy                                                                         |                                       | Alondra Nelson                                                                                   | seit 20. Januar 2021                  |
| Stellvertretende Direktorin des Office of Science and Technology Policy                                                                         |                                       | Jane Lubchenco                                                                                   | seit März 2021                        |
| Stellvertretende Direktorin des Office of Science and Technology Policy                                                                         |                                       | Carrie Wolinetz                                                                                  | April 2021 – Oktober 2022             |
| Stellvertretende Direktorin des Office of Science and Technology Policy                                                                         |                                       | Sally Benson                                                                                     | seit November 2021                    |
| Stabschef des Office of Science and Technology Policy                                                                                           |                                       | Kei Koizumi                                                                                      | seit 20. Januar 2021                  |
| Council of Economic Advisors |                                       |                                                                                                  |                                       |
| Vorsitzende/r des Council of Economic Advisors                                                                                                  |                                       | Cecilia Rouse                                                                                    | 12. März 2021 – 31. März 2023         |
| Vorsitzende/r des Council of Economic Advisors                                                                                                  |                                       | Jared Bernstein                                                                                  | nominiert                             |
| Mitglieder des Council of Economic Advisors |                                       | Jared Bernstein                                                                                  | seit 20. Januar 2021                  |
| Mitglieder des Council of Economic Advisors |                                       | Heather Boushey                                                                                  | seit 20. Januar 2021                  |